# 순정U-19
〈순정U-19〉(純情U-19 쥰죠 언더 나인틴[*])은 NMB48의 3번째 싱글이다.

## 개요
캐치프레이즈는, 〈하나쯤, 지킬 게 있다는 거 좋잖아!〉.
당초 타이틀은 〈순정 U-18〉이었지만, 아키모토 야스시가 NMB48에는 당초 최연장으로 19세인 야마다 나나가 재적해있다는 이야기를 스태프로부터 들어, 타이틀을 〈순정 U-19〉로 변경했다.

## 수록곡

### 통상반 Type-A
CD
1. 純情U-19 / 순정 U-19
(작사: 아키모토 야스시 / 작곡: 츠지 타카히로 / 편곡: 무토 세이지)
2. 場当たりGO! / 즉흥적으로 GO! - 언더 걸즈
(작사: 아키모토 야스시 / 작곡: 야마다 유스케 / 편곡: 노나카 “마사” 유이치)
3. 努力の雫 / 노력의 물방울 - 백조
(작사: 아키모토 야스시 / 작곡·편곡: 야에카시 유이치)
4. 純情U-19 off vocal ver.
5. 場当たりGO! off vocal ver.
6. 努力の雫 off vocal ver.

DVD
1. 純情U-19 Music Video
2. 努力の雫 Music Video
3. 純情U-19 Music Video（Dance Shot ver.）
4. 제1회 NMB 홍백 대항 요리 대결 (예선)

### 통상반 Type-B
CD
1. 純情U-19 / 순정 U-19
2. 場当たりGO! / 즉흥적으로 GO! - 언더 걸즈
3. 右へ曲がれ! / 오른쪽으로 돌아라! - 홍조
(작사: 아키모토 야스시 / 작곡: 모테기 야스노부 / 편곡: 이쿠타 마신)
4. 純情U-19 off vocal ver.
5. 場当たりGO! off vocal ver.
6. 右へ曲がれ! off vocal ver.

DVD
1. 純情U-19 Music Video
2. 右へ曲がれ! Music Video
3. 純情U-19 Music Video（Dance Shot ver.）
4. 제1회 NMB 홍백 대항 요리 대결 (결승)

### 통상반 Type-C
CD
1. 純情U-19 / 순정 U-19
2. 場当たりGO! / 즉흥적으로 GO! - 언더 걸즈
3. 恋愛のスピード / 연애의 스피드 - NMB 세븐
(작사: 아키모토 야스시 / 작곡: 키즈히코, 코사이 아키시 / 편곡: 노나카 “마사” 유이치)
4. 純情U-19 off vocal ver.
5. 場当たりGO! off vocal ver.
6. 恋愛のスピード off vocal ver.

DVD
1. 純情U-19 Music Video
2. 純情U-19 Music Video（Dance Shot ver.）
3. NMB48 feat.요시모토 신 희극 Vol.2
4. 純情U-19 메이킹

### 극장반
CD
1. 純情U-19 / 순정 U-19
2. 努力の雫 / 노력의 물방울 - 백조
3. 右へ曲がれ! / 오른쪽으로 돌아라! - 홍조
4. ジャングルジム / 정글 짐 - 야마모토 사야카
5. 純情U-19 off vocal ver.
6. 努力の雫 off vocal ver.
7. 右へ曲がれ! off vocal ver.
8. ジャングルジム off vocal ver.

## 선발 멤버
소속 팀은 발매일 시점

### 순정 U-19
(센터:야마모토 사야카)
- 팀N: 오가사와라 마유, 카도와키 카나코, 키시노 리카, 키노시타 하루나, 코타니 리호, 콘도 리나, 죠니시 케이, 시로마 미루, 후쿠모토 아이나, 야마다 나나, 야마모토 사야카, 와타나베 미유키
- 팀M: 키노시타 모모카, 죠 에리코, 야구라 후코, 요기 케이라